# Cratere Kocher
Kocher è un cratere lunare di 24,03 km situato nella parte sud-orientale della faccia nascosta della Luna.